# Puntate di Masantonio - Sezione scomparsi
La prima stagione della miniserie televisiva Masantonio - Sezione scomparsi, composta da 10 episodi, è stata trasmessa in prima visione su Canale 5 dal 25 giugno al 23 luglio 2021 in cinque prime serate.
| nº | Titolo                        | Titolo          | Prima TV       |
| nº | In streaming                  | In chiaro       | Prima TV       |
| -- | ----------------------------- | --------------- | -------------- |
| 1  | Masantonio                    | Prima puntata   | 25 giugno 2021 |
| 2  | L'uomo qualunque              | Prima puntata   | 25 giugno 2021 |
| 3  | La partita del secolo         | Seconda puntata | 4 luglio 2021  |
| 4  | Come mia madre                | Seconda puntata | 4 luglio 2021  |
| 5  | Il paradosso di Biagio        | Terza puntata   | 9 luglio 2021  |
| 6  | Padre nostro                  | Terza puntata   | 9 luglio 2021  |
| 7  | Amor de mi vida               | Quarta puntata  | 16 luglio 2021 |
| 8  | Finalmente a casa             | Quarta puntata  | 16 luglio 2021 |
| 9  | Il paese dove finiva il mondo | Quinta puntata  | 23 luglio 2021 |
| 10 | Tina                          | Quinta puntata  | 23 luglio 2021 |

## Prima puntata

### Masantonio
- Diretto da: Fabio Mollo ed Enrico Rosati
- Soggetto di: Valerio Cilio e Gianluca Leoncini
- Scritto da: Gianluca Leoncini, Valerio Cilio e Stefano Di Santi

#### Trama
Elio Masantonio è un eccellente investigatore dai modi molto particolari e dal carattere insolito. Sembra avere un intuito particolare e delle doti uniche in virtù delle quali il Prefetto di Genova, Attilio De Prà, decide di metterlo alla guida di una task force incaricata di riaprire i casi irrisolti di persone scomparse.
Elio Masantonio sembra che riesca ad entrare in contatto con loro, a comprendere cosa abbia animato i loro gesti e che fine abbiano realmente fatto, e con queste armi si mette al lavoro affiancato dall'agente Sandro Riva. Proprio il giovane poliziotto condurrà delle indagini personali sul conto di Elio Masantonio, ma, dopo le iniziali difficoltà a relazionarsi con lui, si rivela un collaboratore affidabile e volenteroso.
Il primo caso rispolverato da Elio Masantonio e Sandro Riva riguarda la scomparsa della volontaria Chiara Onofri che si ritiene possa essere fuggita in Africa. Mentre cerca risposte alle tante domande sulle vicende per chiarire che fine abbiano fatto Chiara e Michele, Elio Masantonio si trova anche a fare i conti con il suo passato che si riaffaccia prepotente a destabilizzarlo. Elio Masantonio, pur essendo un lupo solitario, cinico e scontroso, possiede uno straordinario talento: la capacità di entrare nelle vite degli scomparsi fino a farle aderire alla propria, riuscendo così a ricostruire le loro identità e le loro storie, al fine di avere maggiori possibilità di ritrovarli. Intuisce quindi che Chiara ha subito una violenza prima che iniziasse a frequentare il consultorio Donne de Zena; la madre racconta che il marito ha sconsigliato alla ragazza di denunciare il proprio professore per fare carriera. I due poliziotti però scoprono che Chiara voleva denunciare l'amica Eleonora, direttrice del consultorio, per un furto di 20 000 euro e così questa l'ha uccisa gettando poi il cadavere nel lago del Brugneto.
- Altri interpreti: Camilla Semino Favro (Chiara Onofri), Valentina Baldaracco (Volontaria), Serena Carbone (Silvia Caraglio), Anastasia Doaga (prostituta), Federica Flavoni (maestra di yoga), Francesca Masella (Mara), Antonio Mastellone (padre di Chiara Onofri), Venuska Rossi (Eleonora), Chiara Simosis (Clara, amica di Tina), Emanuele Vito (volontario).
- Ascolti: telespettatori 1 688 000 – share 10,10%[3].

### L'uomo qualunque
- Diretto da: Fabio Mollo ed Enrico Rosati
- Soggetto di: Valerio Cilio e Gianluca Leoncini
- Scritto da: Gianluca Leoncini, Valerio Cilio e Stefano Di Santi

#### Trama
Riva fa pressioni sul Prefetto perché vuole sapere la vera storia di Elio Masantonio. Attilio De Prà incontra la sorella di Elio Masantonio, Roberta, ma non riesce a convincerla a riappacificarsi con lui dopo così tanto tempo.
In seguito a una rapina finita male in un negozio del centro, il giovane Loris Caraglio muore dissanguato nei vicoli mentre il commerciante Michele Vespri, uscito dal carcere di Marassi da soli due mesi, scompare dopo aver lasciato la propria auto vicino a una scogliera. In realtà l'uomo, che ha dato molti soldi al padre di Loris per sdebitarsi, aveva già deciso di lasciare la famiglia poiché in crisi ed è andato a vivere a Bocca di Magra dove Elio Masantonio lo fa rincontrare con la moglie.
Dopo tanti anni Elio Masantonio e la sorella hanno un primo confronto che però non è dei migliori.
- Altri interpreti: Antonio Ornano (Michele Vespri), Fiammetta Bellone (Emma Vespri), Edoardo Chiappino (Loris Caraglio), Aldo Ottobrino (padre di Loris), Francesco Franzosi (amico di Michele), Rishad Noorani (Mohamed), Enzo Paci (detenuto), Giacomo Valdameri (Riccardo Fortunato).
- Ascolti: telespettatori 1 688 000 – share 10,10%[3].

## Seconda puntata

### La partita del secolo
- Diretto da: Fabio Mollo ed Enrico Rosati
- Soggetto di: Valerio Cilio e Gianluca Leoncini
- Scritto da: Gianluca Leoncini, Valerio Cilio e Stefano Di Santi

#### Trama
Elio Masantonio indaga sulla scomparsa di Thiago, un bambino di origini peruviana che abita a Begato e che è scappato dopo l'allenamento di calcio. Elio è costretto a riflettere su alcuni aspetti della sua infanzia e sui perché delle scelte che ha fatto rivedendosi in Thiago. Tramite un compagno di classe del bambino si arriva al rifugio dove si è nascosto con la sua tenda poiché preso di mira per via delle sue origini.
Elio, per immedesimarsi con lo scomparso, dovrà guardarsi dentro e trovare il coraggio di affrontare i fantasmi del suo passato. A cominciare da Tina, la quindicenne che ha iniziato a pedinarlo.
- Altri interpreti: Antonio De Matteo (commissario Crispano), Prince Steven Uriña Arevalo (Thiago), Maria Teresa Baluyot (Badante indiana), Giuseppe Benzo (uomo mugugnante), Brugitte Marady Briones Ulloa (sorella di Thiago), Penelope Canini (Donna mugugnante), Yeremi Marcelo Chacon Vinverza (ragazzo peruviano), Michela Corinne Pipia Gatto (Maestra di Thiago), Jacopo Riciotti (allenatore della squadra di Thiago), Silvia Tortarolo (psicologa).
- Ascolti: telespettatori 1 323 000 – share 8,00%[4].

### Come mia madre
- Diretto da: Fabio Mollo ed Enrico Rosati
- Soggetto di: Valerio Cilio e Gianluca Leoncini
- Scritto da: Gianluca Leoncini, Valerio Cilio e Stefano Di Santi

#### Trama
Per Sandro Riva, è il rompicapo più complesso. Un nuovo caso sembra offrire la possibilità di scavare nel passato di Masantonio e squarciare il velo di mistero che lo avvolge. Alberta Comini è scomparsa abbandonando la figlia di diciotto mesi e la madre malata ma ogni pista plausibile sembra finire nel nulla fino a quando Elio Masantonio e Sandro Riva risalgono alla madre biologica di Alberta, Paola Simone, che la aveva data in adozione da neonata e con la quale si è ricongiunta in gran segreto perché in crisi esistenziale.
Mentre la verità emerge faticosamente, Sandro Riva inizia a conquistare a piccoli passi la fiducia di Elio Masantonio. Quest'ultimo intanto si trova in difficoltà a relazionarsi con Tina, sua nipote, poiché troppo curiosa sul suo passato e così cerca di tenerla fuori dalla sua vita.
- Altri interpreti: Stefano Saccotelli (portiere palazzo Alberta), Anna Della Rosa (Alberta), Maria Paola Feroci (Martina Riva), Daniele Gaggianesi (Anasthasiopulos), Rita Gatti (Paola Simone), Alberto Giusta (Astro Masantonio), Matteo Icardi (Tommaso), Paolo Mazzini (proprietario bar spiaggia), Roberto Poccaterra (Eroinomane), Manuel Ricco (poliziotto in borhese), Alessandro Sampaoli (Francesco, fotografo), Riccardo Vianello (Cosimo Comini).
- Ascolti: telespettatori 1 323 000 – share 8,00%[4].

## Terza puntata

### Il paradosso di Biagio
- Diretto da: Fabio Mollo ed Enrico Rosati
- Soggetto di: Valerio Cilio e Gianluca Leoncini
- Scritto da: Gianluca Leoncini, Valerio Cilio e Stefano Di Santi

#### Trama
Le indagini portano Elio Masantonio e Sandro Riva in una vecchia casa di campagna, sulle tracce di un brillante fisico, Biagio Marcenaro, con molti segreti da nascondere.
L'uomo, negli ultimi anni, si è estraniato dal mondo per dedicarsi alla formulazione di un'equazione rivoluzionaria che potrebbe essere la causa della sua scomparsa. In lui c'è una maniacalità quasi ossessiva che a Sandro Riva ricorda fin troppo i modi di fare del collega Elio Masantonio, il quale risale all'uomo che si trova ricoverato in un ospedale psichiatrico in Germania.
- Altri interpreti: Davide Mancini (Biagio Marcenaro), Massimo Mesciulam (padre di Biagio), Giovanni Mario Angelo Barlocco (prete agricoltore), Caterina Bertone (professoressa Possi), Giulia Bet (Roberta Masantonio), Andrea Caretti (uomo ambasciata), Umberta Coglio (Commessa, ex di Biagio), Ottavia Ludovica De Rege Di Donato (madre di Biagio), Cecilia Maria Vecchio (Vicina appartamento segreto).
- Ascolti: telespettatori 1 080 000 – share 6,70%[5].

### Padre nostro
- Diretto da: Fabio Mollo ed Enrico Rosati
- Soggetto di: Valerio Cilio e Gianluca Leoncini
- Scritto da: Gianluca Leoncini, Valerio Cilio e Stefano Di Santi

#### Trama
Alla ricerca di Don Giulio, un prete scomparso nel nulla, Elio Masantonio non può evitare di scontrarsi con un fantasma del suo passato, un'ombra che si è portato dietro per molto tempo e che questa indagine riporterà a galla.
Ripercorrendo la vita del sacerdote, Elio Masantonio e Sandro Riva presto si accorgono che qualcosa non torna: si scopre che Don Giulio aveva una vera e propria doppia vita avendo intrattenuto una relazione clandestina con una parrocchiana. Mentre di solito Elio Masantonio "parla" con gli scomparsi, questa volta si capisce che in realtà sta affrontando il padre che, come il prete, sembra essersi suicidato.
- Altri interpreti: Alberto Giusta (Astro Masantonio), Emmanuel Dabone (don Philippe), Francesca Faiella (Lorena), Marco Ghelardi (Mister X), Francesca Masella (Mara), Anna Menini (Italia), Andrea Nicolini (Sagrestano), Mauro Parrinello (marito di Lorena), Stefania Pepe (Ines), Chiara Simosi (Clara), Lorenzo Tarenzi (Perla), Luca Tasei (Damiano).
- Ascolti: telespettatori 1 080 000 – share 6,70%[5].

## Quarta puntata

### Amor de mi vida
- Diretto da: Fabio Mollo ed Enrico Rosati
- Soggetto di: Valerio Cilio e Gianluca Leoncini
- Scritto da: Gianluca Leoncini, Valerio Cilio e Stefano Di Santi

#### Trama
L'ex gloria della Sampdoria, Garnera, torna a Genova dall'Argentina dopo molti anni venendo omaggiato dai suoi vecchi tifosi ma scompare prima dell'incontro con il sindaco. Masantonio però è anche sulle tracce della signora Margherita, vedova di un noto armatore genovese e presumibilmente malata di alzheimer, e collega i casi scoprendo che i due scomparsi avevano avuto una relazione negli anni sessanta.
Elio Masantonio e Sandro Riva in un vecchio hotel trovano Garnera che confessa di essere tornato per Margherita dichiarando però di non sapere dove si trovi la donna. In una delle sue visioni Elio Masantonio affronta Margherita decidendo di non cercarla più dopo la sua richiesta esplicita.
- Altri interpreti: Luis Gnecco (Garnera), Gisella Burinato (Margherita), Alessandro Arcodia (Recepionist), Suleiman Arifeh (Signora El Zahki), Alessandro Bergallo (Paparazzo), Enrico Bonavera (Padre di Sandro Riva), Penelope Canini (Arianna Riva), Maria Paola Feroci (Martina Riva), Santiago Fondevla (Garnera da giovane), Malvina Ruggiano (Donna night club), Beatrice Schiaffino (Angela), Paolo Serra (Franco, figlio di Margherita).
- Ascolti: telespettatori 982 000 – share 6,00%[6].

### Finalmente a casa
- Diretto da: Fabio Mollo ed Enrico Rosati
- Soggetto di: Valerio Cilio e Gianluca Leoncini
- Scritto da: Gianluca Leoncini, Valerio Cilio e Stefano Di Santi

#### Trama
Elio Masantonio, grazie al rapporto con la nipote, prende a cuore la scomparsa di Luca Pirone, un ragazzo problematico che viveva in una casa famiglia e che sembrava essere cambiato grazie a Fatima, la sua fidanzata.
La famiglia musulmana di lei, infatti, lo aveva pienamente accolto, offrendogli un lavoro e dandogli fiducia, tanto che lui aveva deciso di convertirsi alla loro religione. Tuttavia il padre di Fatima, non potendo accettare tutto ciò, lo ha ucciso e confesserà il fatto facendo ritrovare il corpo ai poliziotti.
Nel frattempo Elio inizia a frequentare Valeria, la sua vicina di casa che conosce da tanto tempo, ma questa rifiuta le sue avances; inoltre cerca di riallacciare i rapporti con la sorella tramite Tina.
- Altri interpreti: Giovanni Crozza Signoris (Luca Pirone), Ahmed Hefiane (Elzaki), Aldo Ottobrino (Caraglio), Benedetto Patruno (Faccia patibolare 1), Valerio Bracale (Faccia Patibolare 2), Bedlù Cerchiai (Iram), Giovanni D'Alessio (presidente club Sampdoria), Hana Daneri Minore (Fatima, 17 anni), Fabio Fiori (padre di Luca), Simonetta Guarino (Direttrice casa famiglia), Massimo Mirani (vecchio capitano), Gaetano Santella (vecchio difensore), Chiara Simosis (Clara), Andrea Walts (pusher).
- Ascolti: telespettatori 982 000 – share 6,00%[6].

## Quinta puntata

### Il paese dove finiva il mondo
- Diretto da: Fabio Mollo ed Enrico Rosati
- Soggetto di: Valerio Cilio e Gianluca Leoncini
- Scritto da: Gianluca Leoncini, Valerio Cilio e Stefano Di Santi

#### Trama
Elio Masantonio è sulle tracce di Amedeo, un pendolare fisso che è sparito sulla linea Genova-Casella. Il caso porta Elio a rivivere la propria adolescenza. Per anni, ha preso il treno Genova-Casella, affollato di pendolari, ascoltando ed aiutando ognuno di loro.
Nel frattempo Sandro Riva, preoccupato per lui, comincia a scavare nella vita del collega, insieme all'aiuto di Tina. Sia l'indagine su Amedeo che quella su Elio Masantonio porteranno alla luce traumi incastrati in un passato destinato a ripetersi.
- Altri interpreti: Mattia Sbragia (Amedeo), Osvaldo Alzani (ex brigatista), Margherita Boccardessa (amica di Tina), Sara Cianfriglia (Donatella Bonfanti), Maria Paola Feroci (Martina Riva), Francesca Masella (Mara), Andrea Vasone (controllore del treno).
- Ascolti: telespettatori 961 000 – share 6,20%[7].

### Tina
- Diretto da: Fabio Mollo ed Enrico Rosati
- Soggetto di: Valerio Cilio e Gianluca Leoncini
- Scritto da: Gianluca Leoncini, Valerio Cilio e Stefano Di Santi

#### Trama
Masantonio deve affrontare il caso più difficile di sempre: sua nipote, Tina, è scomparsa. Roberta colpevolizza il fratello: se lui non fosse mai tornato, tutto questo non sarebbe successo. Elio Masantonio comincia a indagare nella vita della nipote: interroga la migliore amica, le compagne di squadra, il padre di Tina.
Viene fuori, così, che la ragazza nasconde molti segreti e non è l'unica. Per Elio Masantonio questa volta il puzzle, pieno di colpi di scena, sarà davvero complicato da risolvere.
- Altri interpreti: Selawit Daneri (amica di Tina 2), Francesca Del Tufo (Amica di Tina 3), Carlo Cesare Luigi Orlando (Massimo), Chiara Simosis (Clara), Annunziata Zappia (donna trend FB di Elio Masantonio).
- Ascolti: telespettatori 961 000 – share 6,20%[7].